# Segnatura (algebra lineare)
In matematica, e più precisamente in algebra lineare, la segnatura è una terna di numeri che corrispondono al numero di autovalori di una matrice simmetrica (o di un prodotto scalare associato).
La segnatura è utile a determinare le proprietà essenziali di un prodotto scalare. Ad esempio, un  prodotto scalare definito positivo, come quello presente in uno spazio euclideo, ha segnatura {\displaystyle (n,0,0)}, mentre lo spazio-tempo di Minkowski (fondamentale nella teoria della relatività) ha segnatura {\displaystyle (3,1,0)} oppure {\displaystyle (1,3,0)}, a seconda delle convenzioni.

## Definizione
Sia {\displaystyle A} una matrice simmetrica reale (cioè i cui valori sono numeri reali). La segnatura {\displaystyle (i_{+},i_{-},i_{0})} di {\displaystyle A} è una terna di numeri naturali definita nel modo seguente: i valori {\displaystyle i_{+},i_{-}} e {\displaystyle i_{0}} sono rispettivamente il numero di autovalori positivi, negativi e nulli di {\displaystyle A}, ciascuno è contato con la sua molteplicità algebrica.
Se {\displaystyle \phi } è un prodotto scalare su uno spazio vettoriale {\displaystyle V} di dimensione finita, la segnatura di {\displaystyle \phi } è definita come la segnatura della matrice che rappresenta {\displaystyle \phi } rispetto ad una qualsiasi base.

### Notazioni alternative
Nei casi in cui {\displaystyle i_{0}=0}, vengono spesso usate notazioni differenti per la segnatura. Innanzitutto, il termine {\displaystyle i_{0}} è omesso, e si parla di segnatura come coppia {\displaystyle (i_{+},i_{-})} di numeri. In alternativa, la segnatura è descritta scrivendo i segni "{\displaystyle +}" e "{\displaystyle -}" rispettivamente {\displaystyle i_{+}} e {\displaystyle i_{-}} volte. Quindi si scrive {\displaystyle (+,+,-)} per {\displaystyle (2,1)}, cioè {\displaystyle (2,1,0)}, e {\displaystyle (+,-,-,-)} per {\displaystyle (1,3)}, cioè {\displaystyle (1,3,0)}. Queste sono le notazioni usate ad esempio nella relatività ristretta e generale. Oppure si può usare anche un singolo numero {\displaystyle s:=i_{+}-i_{-}}.

## Proprietà

### Teorema spettrale
Per il teorema spettrale, una matrice simmetrica reale {\displaystyle A_{n\times n}} è diagonalizzabile. In particolare, ha esattamente {\displaystyle n} autovalori reali (contati con molteplicità). Quindi {\displaystyle i_{+}+i_{-}+i_{0}=n}.

### Teorema di Sylvester
Per il teorema di Sylvester, due prodotti scalari sono isometrici se e solo se hanno la stessa segnatura. Quindi la segnatura è un invariante completo per i prodotti scalari, visti a meno di isometria. Analogamente, due matrici simmetriche sono congruenti se e solo se hanno la stessa segnatura.

### Interpretazione geometrica degli indici
I valori {\displaystyle i_{+},i_{-}} e {\displaystyle i_{0}} sono detti indice di positività, negatività e nullità. L'indice di nullità è la dimensione del radicale di {\displaystyle \phi }, oppure del nucleo di {\displaystyle A}. Quindi un prodotto scalare non degenere ha segnatura {\displaystyle (i_{+},i_{-},0)}.
Gli indici {\displaystyle i_{+}} e {\displaystyle i_{-}} sono la massima dimensione di un sottospazio su cui il prodotto scalare è rispettivamente definito positivo o negativo.

## Esempi

### Matrici
La segnatura della matrice identità {\displaystyle n\times n} è {\displaystyle (n,0,0)}. Più in generale, la segnatura di una matrice diagonale è la terna formata dal numero di elementi positivi, negativi e nulli sulla diagonale principale.
Le matrici seguenti hanno entrambe segnatura {\displaystyle (1,1,0)}, e sono quindi congruenti per il teorema di Sylvester:
{\displaystyle {\begin{pmatrix}1&0\\0&-1\end{pmatrix}},\quad {\begin{pmatrix}0&1\\1&0\end{pmatrix}}}

### Prodotti scalari
Il prodotto scalare standard in {\displaystyle \mathbb {R} ^{n}} ha segnatura {\displaystyle (n,0,0)}. Un prodotto scalare ha questa segnatura se e solo se è definito positivo.
Un prodotto scalare definito negativo ha segnatura {\displaystyle (0,n,0)}. Un prodotto scalare semidefinito positivo ha segnatura {\displaystyle (n,0,m)}, ed uno semidefinito negativo {\displaystyle (0,n,m)}.
Lo spazio-tempo di Minkowski è {\displaystyle \mathbb {R} ^{4}} con il prodotto scalare definito dalla matrice:
{\displaystyle {\begin{pmatrix}1&0&0&0\\0&-1&0&0\\0&0&-1&0\\0&0&0&-1\end{pmatrix}}}
ed ha quindi segnatura {\displaystyle (1,3,0)}. Alcuni autori usano la matrice con i segni opposti, ottenendo la segnatura {\displaystyle (3,1,0)}.

## Calcolo della segnatura
Per calcolare la segnatura di una matrice (simmetrica) sono disponibili alcune tecniche.
- Poiché il polinomio caratteristico ha tutte le radici reali, il loro segno può essere determinato con la regola dei segni di Cartesio.
- L'algoritmo di Lagrange fornisce un metodo per calcolare una base ortogonale, e quindi per calcolare una matrice diagonale congruente (e quindi con la stessa segnatura) a quella data: la segnatura di una matrice diagonale si ottiene quindi contando i segni dei valori sulla diagonale.
- Per il criterio di Sylvester, una matrice simmetrica è definita positiva se e solo se i determinanti dei suoi minori principali sono tutti positivi.